# برزين شاه
بُرزين شاه، المعروف أيضًا بالشكل المعرب لبرزان جاه، كان نبيلًا إيرانيًا من بيت كارين. وهو من نسل سوخرا، وكان حاكم نيسابور في عهد الملك الساساني يزدجرد الثالث (حكم من 632 إلى 651).

## سيرته
في 651–652، غزا عبد الله بن عامر خراسان، وعقد معاهدة مع كنارنك طوس، كانادباك. في المعاهدة وافق كانادباك على دفع الجزية للعرب مع بقائه مسيطرًا على أراضيه في طوس. من أجل تقوية عائلة كارين الضعيفة، واستعادة الأراضي الكارينية المفقودة، قام برزين، جنبًا إلى جنب مع كاريني آخر يُدعى سوار كارين، بمقاومة العرب وحاولوا استعادة الأراضي من عائلة الكنارنكية. لكن عبد الله بمساعدة كانادباك غزا نيسابور وهزم المتمردين. ثم كافأ عبد الله كانادباك بمنحه السيطرة على نيسابور. ومن غير المعروف ما إذا كان برزين قد قُتل خلال هذا الحدث.